# Samtgemeinde Hagen
Die Samtgemeinde Hagen (niederdeutsch Samtgemeen Hagen) war eine Samtgemeinde im niedersächsischen Landkreis Cuxhaven. In ihr hatten sich sechs Gemeinden zur Erledigung ihrer Verwaltungsgeschäfte zusammengeschlossen. Der Sitz der Verwaltung der Samtgemeinde war in der Gemeinde Hagen im Bremischen. Zum 1. Januar 2014 erfolgte die Auflösung der Samtgemeinde Hagen und ihrer Mitgliedsgemeinden sowie die Neubildung der Einheitsgemeinde Hagen im Bremischen mit ihren 16 Ortschaften.

## Geografie

### Lage

Topografie und Gemeindegliederung der Samtgemeinde Hagen

Der östliche Teil der Samtgemeinde lag mit den Gemeinden Bramstedt, Hagen und Wulsbüttel in den Ausläufern der Wesermünder Geest, die zwischen Wulsbüttel und Garlstedt Höhen von etwa 28 m ü. NHN erreicht. Der zentrale Teil mit den Gemeinden Uthlede und Driftsethe ging in die Wesermarschregion Osterstade über, deren Kern die Gemeinde Sandstedt im Westen der Samtgemeinde bildete. Die Westgrenze der Samtgemeinde bildete die Weser. Der kleine Wesernebenfluss Drepte durchfloss die Samtgemeinde zentral in Süd-Nord-Richtung und fließt schließlich entlang der Grenze zur Einheitsgemeinde Loxstedt zur Weser, in die sie bei Dreptersiel mündet.

### Samtgemeindegliederung
| Mitgliedsgemeinden     | Einwohnerzahlen (31. Dezember 2013) | Fläche (km²) (31. Dezember 2013) | Ortsteile oder Wohnplätze                                                                     |
| ---------------------- | ----------------------------------- | -------------------------------- | --------------------------------------------------------------------------------------------- |
| 1. Bramstedt           | 1850                                | 44,85                            | Bramstedt, Harrendorf (mit seinen Siedlungen Finna und Finnaer Berg), Lohe und Wittstedt      |
| 2. Driftsethe          | 0669                                | 15,37                            | Driftsethe (mit seinen Siedlungen Tannendorf und Weißenberg)                                  |
| 3. Hagen im Bremischen | 4010                                | 27,17                            | Dorfhagen, Hagen (mit seinen Siedlungen Börsten und Harmonie), Kassebruch                     |
| 4. Sandstedt           | 1567                                | 56,21                            | Offenwarden, Rechtenfleth, Sandstedt, Wersabe und Wurthfleth (mit Rechtebe)                   |
| 5. Uthlede             | 0994                                | 15,46                            |                                                                                               |
| 6. Wulsbüttel          | 1870                                | 38,25                            | Albstedt, Heine, Hoope, Lehnstedt (mit Born, Heuberg, Neuenhausen und Seedorf) und Wulsbüttel |

### Nachbargemeinden
Die Samtgemeinde Hagen grenzte im Südwesten an die Gemeinde Schwanewede und im Südosten an die Stadt Osterholz-Scharmbeck im Landkreis Osterholz. Im Südosten schlossen sich die Gemeinden Lübberstedt und Axstedt der Samtgemeinde Hambergen an, die ebenfalls im Landkreis Osterholz liegen. Im Nordosten lag die Gemeinde Beverstedt. Diese gehört wie die sich im Norden anschließende Einheitsgemeinde Loxstedt zum Landkreis Cuxhaven. Auf der gegenüberliegenden Weserseite lagen nordwestlich die Gemeinde Stadland und südwestlich die Stadt Brake, die beide Teil des Landkreises Wesermarsch sind. Die Stadt Brake hatte allerdings keine gemeinsame Grenze mit der Samtgemeinde Hagen, da die dazwischen liegende Weserinsel Harriersand zur Gemeinde Schwanewede gehörte. Es gab daher lediglich ein „Vier-Gemeinden-Eck“ (Schwanewede, Brake, Stadland und Sandstedt) in der Mitte der Weser.

## Geschichte

### Name
Der Name oder die Endsilbe Hagen findet sich häufig in Niedersachsen, Westfalen und in den von diesen besiedelten mecklenburgischen Gebieten. Hag leitet sich vom germanischen haga oder hagaz ab und bedeutet Umzäunung, oder Gehege. Es bedeutet auch Schutz wie in hegen und behaglich. Ein Hag war ein von Hecken eingehegtes, eingefriedetes Gelände. Der mittelniederdeutsche Wortbestandteil -ha(a)g(en) in Flur- oder Ortsnamen deutet auf eine solche Siedlungsform hin.

### Geschichte der Samtgemeinde Hagen
Die Samtgemeinde Hagen entstand zum 1. Januar 1970 und umfasste zunächst die 16 Gemeinden Albstedt, Axstedt, Bramstedt, Dorfhagen, Driftsethe, Hagen im Bremischen, Harrendorf, Heine, Hoope, Kassebruch, Lehnstedt, Lohe, Sandstedt, Uthlede, Wittstedt und Wulsbüttel.
Nach § 7 des Gesetzes zur Neugliederung der Gemeinden im Raum Bremervörde vom 13. Juni 1973 (Nds. GVBl. S. 183) erfolgten am 1. März 1974 folgende Anpassungen:
- die Gemeinde Wurthfleth wurde in die Gemeinde Sandstedt eingegliedert, die zuvor Flächen westlich der Weser an die Gemeinden Rodenkirchen, Ovelgönne und Schwanewede abgegeben und dafür Flächen der Stadt Brake (Unterweser) östlich der Weser erhalten hatte
- die Gemeinden Dorfhagen und Kassebruch wurden in die Gemeinde Hagen im Bremischen eingegliedert
- die Gemeinden Albstedt, Heine, Hoope, Lehnstedt und Wulsbüttel wurden zu einer Gemeinde Wulsbüttel zusammengeschlossen
- die Gemeinden Bramstedt, Harrendorf, Lohe bei Bramstedt und Wittstedt wurden zu einer Gemeinde Bramstedt zusammengeschlossen

Im Juni 2013 wurde beschlossen, die Samtgemeinde Hagen zum 1. Januar 2014 aufzulösen und aus ihrem Gebiet die Einheitsgemeinde Hagen im Bremischen mit seinen 16 Ortschaften zu bilden.

### Einwohnerentwicklung
| Jahr      | 1973  | 1975    | 1980    | 1985    | 1990    | 1995     | 2000     | 2005     | 2010     | 2013     |
| --------- | ----- | ------- | ------- | ------- | ------- | -------- | -------- | -------- | -------- | -------- |
| Einwohner | 9.589 | 8.422 ¹ | 8.769 ¹ | 8.959 ¹ | 9.179 ¹ | 10.025 ¹ | 10.652 ¹ | 11.225 ¹ | 11.036 ¹ | 10.960 ¹ |
| Quelle    | [ 4 ] | [ 5 ]   | [ 5 ]   | [ 5 ]   | [ 5 ]   | [ 5 ]    | [ 5 ]    | [ 5 ]    | [ 5 ]    | [ 2 ]    |

¹ jeweils zum 31. Dezember
|  |

## Politik

### Ehemaliger Samtgemeinderat
Der Rat der Samtgemeinde Hagen bestand aus 28 Ratsmitgliedern. Dies ist die festgelegte Anzahl für eine Samtgemeinde mit einer Einwohnerzahl zwischen 11.001 und 12.000 Einwohnern. Die Ratsmitglieder wurden durch eine Kommunalwahl für jeweils fünf Jahre gewählt. Die Amtszeit begann am 1. November 2011 und endete mit der Samtgemeindeauflösung am 1. Januar 2014.
Stimm- und sitzberechtigt im Samtgemeinderat war außerdem der hauptamtliche Samtgemeindebürgermeister.
Der letzte Samtgemeinderat setzte sich nach der Kommunalwahl vom 11. September 2011 wie folgt zusammen:
| Partei             | Anzahl Sitze |
| ------------------ | ------------ |
| CDU                | 110          |
| SPD                | 110          |
| Grüne              | 4            |
| Wählergemeinschaft | 3            |

Letzter Ratsvorsitzender war Hardy Köhler (SPD).

### Ehemalige Samtgemeindebürgermeisterin
Die letzte hauptamtliche Samtgemeindebürgermeisterin war Susanne Puvogel (SPD). Ihre Stellvertreter waren Johannes Mahlstedt (SPD) und Wolfgang Steen (Grüne).

### Wappen
| Wappen von Samtgemeinde Hagen | Blasonierung: „Schild geteilt, oben gespalten, vorne in Rot ein aufgerichteter, mit Bart nach rechts gewendeter silberner Schlüssel, hinten in Silber zwei geschrägte grüne Eichenblätter, überhöht von einem achtzackigen roten Stern. Unten in Blau ein silber-tingiertes Hünengrab.“ |
| Wappen von Samtgemeinde Hagen | Wappenbegründung: (?) |

## Verkehr
Zentrale Verkehrsachsen der Samtgemeinde bildet die Landesstraße 135 (der ehemalige Abschnitt der Bundesstraße 6 von Bremen nach Bremerhaven) in Nord-Süd-Richtung und die Landesstraße 134 (Schwanewede–Beverstedt) in Ost-West-Richtung. Anschluss an den Fernverkehr besteht durch die Bundesautobahn 27 Walsrode–Bremen–Bremerhaven–Cuxhaven, die ebenfalls in Nord-Süd-Richtung die Samtgemeinde durchquert. Große Bedeutung für den Regionalverkehr besitzt zudem die Weserfähre Sandstedt-Brake.
Anschluss zum Eisenbahnverkehr besteht nur über die Nachbargemeinden. Die Bahnstrecke Bremen–Bremerhaven liegt Hagen am nächsten, jedoch mit einer Entfernung von bis zu 15 km. Nächste Bahnhöfe sind Lübberstedt, Stubben und Lunestedt sowie auf der anderen Weserseite Brake.